# В безопасности
«В безопа́сности» (англ. In security / Armed response) — американский фильм-боевик 2013 года, снятый режиссёрами Адамом и Ивэном Бимер.
Мировая премьера фильма состоялась 25 апреля 2013 года, 11 августа 2014 фильм вышел в Великобритании на DVD.
Съёмки фильма проходили в США, штат Калифорния.
Победил на международном кинофестивале в Ньюпорт-бич в номинации «Выдающееся достижение в кинематографии — комедия».

## Сюжет
Кевин и Брюс — лучшие друзья и партнеры, владеющие фирмой, занимающейся продажей охранных систем. Но дела не идут. Тихий и спокойный город не знает преступлений. После последней неудавшейся попытки улучшить ситуацию, они решаются начать грабить соседей, владеющих охранной системой конкурентов, чтобы внушить страх и вызвать потребность в их услугах.

## В главных ролях[4]
| Актёр        | Роль        |
| ------------ | ----------- |
| Итан Эмбри   | Кевин       |
| Майкл Глэдис | Брюс        |
| Клеа ДюВаль  | Лена        |
| Кэри Элвес   | Джошуа      |
| Адам Аркин   | Брумхолл    |
| Винг Реймз   | Офицер Холл |

## Оценки и возрастные ограничения
Фильм получил смешанные отзывы зрителей. На IMDb имеет среднюю оценку 5,2 из 10. MPAA дала фильму рейтинг R (лицам до 17 лет обязательно присутствие взрослого) за использование ненормативной лексики и умеренное кол-во насилия.